# Rome: Total War: Barbarian Invasion
Rome: Total War: Barbarian Invasion — перше офіційне доповнення до стратегічної відеогри Rome: Total War, випущене 2005 року в Європі та США та в 2006 році в Японії для платформи Microsoft Windows. Розробкою Barbarian Invasion (укр. Вторгнення варварів) займалася та ж компанія, що й розробила основну гру, Creative Assembly, видавцем стала Sega.
27 березня 2017 року доповнення було випущено на iPad компанією Feral Interactive, а 9 травня 2019 року — для iPhone. Android-версія гри, також від Feral Interactive, вийшла 18 травня 2019 року. На відміну від основної гри, події якої відбуваються в періоду розквіту Римської імперії, Barbarian Invasion охоплює занепад і падіння Західної Римської імперії під час Великого переселення народів.

## Ігровий процес
Оскільки Barbarian Invasion відбувається через кілька століть після закінчення оригінальної гри, фракції та провінції у грі відрізняються. У той час як оригінальна Rome: Total War була зосереджена на піднесенні Риму, доповнення зосереджується на занепаді Західного Риму під час Великого переселення народів, оскільки численні германські та азійські племена, такі як гуни, франки та готи, мігрують до земель Риму, і християнська релігія починає заміщати римське язичництво. Тим часом Східний Рим більше ворогує з зороастрійцями Сасанідської Персії, ніж із «варварськими» племенами. Також було додано кілька нових механік ігрового процесу, що відображають бурхливість епохи, тоді як більшість фундаментальних механік гри такі ж, як і в оригіналі.
У Barbarian Invasion більшість варварських фракцій здатні перетворити свою державу на «орду». Коли така варварська фракція втрачає свою останню провінцію, але не знищується цілком з усіма арміями та членами сім'ї, вона стає ордою і змушена шукати місце для осідання в іншому місці (дві фракції, гуни і вандали, починають гру без провінцій, тобто у вигляді орди, тоді як інші фракції можуть стати нею пізніше, або ж з'явитись у грі у вигляді орди). Держави варварів, що мають лише одну провінцію, також можуть добровільно залишити свою провінцію і стати ордою. Орди — це дуже великі армії, які представляють цілу фракцію, але вони не потребують коштів на їх утримання. Коли ординська армія успішно захоплює місто, їй надається можливість розграбування міста (що завдає величезної шкоди населенню та будівлям міста, і дає орді змогу здобути велику суму грошей) або осідання в місті, що дозволяє орді починати заново, із захопленим містом в якості столиці; тоді фракція може нормально підкорювати інші провінції. Коли орда осідає, частина її армії розпускається, а населення розподіляється по місту. Ординські фракції не «вимирають», якщо вони не зазнають повної поразки на полі бою та/або якщо всі члени їх основних сімей не вбиті.
Barbarian Invasion також вводить поняття релігії. Три релігії, представлені в грі, це язичництво, християнство та зороастризм. Персонажі в грі можуть дотримуватися однієї з трьох релігій, а також зазначається релігійний склад кожної провінції. Території можуть поступово переходити до іншої релігії різними способами; наприклад, побудова храмів, призначення лідера чи намісника із прихильністю до певного типу релігії та наявність сусідніх міст з таким же віросповіданням, допоможе поширенню релігії в провінції. Релігійний конфлікт у провінції зазвичай спричиняє великі заворушення та навіть повстання, що може змусити гравця або вжити заходів, щоб зробити провінцію щасливішою, або спробувати навернути провінцію до бажаної релігії, щоб уникнути повстань.
Всього у в Barbarian Invasion присутні 19 фракцій, з яких доступними до вибору є: Західна Римська імперія, Східна Римська імперія, Держава Сасанідів, алемани, франки, гуни, сармати, сакси, вандали, вестготи. З фракцій, що недоступні для вибору гравцем, у грі присутні: романо-брити, повстанці Західної Римської Імперії, повстанці Східної Римської Імперії, остготи, роксолани, слов'яни, кельти, бургунди, лангобарди, бербери та звичайні повстанці.

## Розробка
13 січня 2017 року компанія Feral Interactive оголосила про намір випустити доповнення на iPad в березні того ж року, що й зробила 28 березня. Згодом, а саме в березні 2019 року, компанія заявила, що планує трохи пізніше випустити Barbarian Invasion на iPhone та Android.

## Оцінки й відгуки
Загалом доповнення отримало схвальні відгуки від критиків та гравців, зокрема на вебсайті-агрегаторі Metacritic, де в середньому здобуло 82 бали зі 100 від критиків і 8,4 бала з 10 від гравців.
Видання GameSpot, яке оцінило доповнення на 8,2 бала з 10, написало про доповнення наступне: «Barbarian Invasion додає багато нових можливостей і поліпшень до Rome: Total War, що зрештою робить відеогру набагато складнішою, але й цікавішою одночасною.» Вебсайт також відзначив і те, що при виборі майже будь-якої фракції гравець значно відчує різницю між доповненням і оригінальною грою, оскільки розробники ускладнили кампанію не лише наданням переваг іншим фракціям, а й загалом поліпшивши штучний інтелект. Для прикладу було наведено фракцію Саксів чи Франків, при виборі яких, гравець розпочинає кампанію з малою кількістю підконтрольних територій, з відносно малим військом і оточеним, майже з усіх сторін, вороже налаштованими королівствами. Серед недоліків, автор статті виділяє досі велику кількість мікроменеджменту під час кампанії, мінімалістичність морських баталій, та інколи занадто ускладнений ігровий процес.
| Агрегатор  | Оцінка |
| ---------- | ------ |
| Metacritic | 82/100 |

| Видання        | Оцінка |
| -------------- | ------ |
| Eurogamer      | 8/10   |
| GameRevolution | B      |
| GameSpot       | 8.2/10 |
| GameSpy        | [ 14 ] |
| IGN            | 8.8/10 |
| PC Format      | 88%    |
| PC Gamer (США) | 86%    |

Схвальні відгуки доповнення отримало також і від американського онлайн-журналу IGN, яке віддало доповненню 8,8 бала з 10. Підсумовуючи у своєму огляді, було зазначено наступне: «Для любителів Rome: Total War доповнення однозначно буде до вподоби. Barbarian Invasion додає більше нових фракцій, більше військових загонів і значну кількість косметичних змін, котрі переконають вас знову закохатися у відеогру. Пуристи скаржаться на певну неправдивість деяких історичних моментів, проте не слід забувати, що це все ж таки відеогра, й ми готові пробачити деякі неточності… З усім тим, вище сказаним, Rome: Total War — Barbarian Invasion має бути у кожного, хто бажає розширити можливості основної гри.».